# Брук Андерсен
Брук Андерсен (23 серпня 1995 , Віста, Каліфорнія ) — американська легкоатлетка, що спеціалізується на метанні молота, чемпіонка світу.

## Кар'єра
| Рік             | Змагання                      | Місце проведення | Місце           | Дисципліна      | Результат       | Примітки        |
| Представник США | Представник США               | Представник США  | Представник США | Представник США | Представник США | Представник США |
| --------------- | ----------------------------- | ---------------- | --------------- | --------------- | --------------- | --------------- |
| 2014            | Чемпіонат світу серед юніорів | Юджин, США       | 21 (кв.)        | метання молота  | 54.64 м         |                 |
| 2016            | Олімпійські випробування США  | Юджин, США       | 13              | метання молота  | 64.25 м         |                 |
| 2019            | Панамериканські ігри          | Ліма, Перу       | 2               | метання молота  | 71.07 м         |                 |
| 2019            | Чемпіонат світу               | Доха, Катар      | 20 (кв.)        | метання молота  | 68.46 м         |                 |
| 2021            | Олімпійські випробування США  | Юджин, США       | 2               | метання молота  | 77.72 м         |                 |
| 2021            | Олімпійські ігри              | Токіо, Японія    | 10              | метання молота  | 72.16 м         |                 |
| 2022            | Чемпіонат світу               | Юджин, США       | 1               | метання молота  | 78.96 м         |                 |